# Harold Cohen
Harold Cohen (1 de maig del 1928 - 27 d'abril del 2016) va ser un artista britànic, reconegut per ser el creador d'AARON, un programa d'ordinador dissenyat per produir dibuixos i pintures de manera autònoma. El treball de Cohen en la intersecció de la intel·ligència artificial d'ordinadors amb la pintura va donar lloc a exhibicions a diversos museus, inclosa la Tate Gallery, a Londres.

## Primers anys de vida
Cohen va néixer a Londres l'1 de maig del 1928 a Londres. Els seus pares, Victor i Leah, tenien una exitosa tenda de varietats i esperaven que Cohen donés continuïtat al negoci familiar. No obstant això, ell va decidir assistir a la Slade School of Fine Art. En matricular-se, l'any 1951, va obtenir un diploma i una beca que li va permetre passar un any a Roma.

## Carrera
Cohen va representar a Gran Bretanya a la Biennal de Venècia l'any 1966. Posteriorment, el 1968 va marxar als Estats Units com a professor visitant a la Universitat de Califòrnia, San Diego. Anys després, se li va atribuir el rang de professor i es va quedar a la UC San Diego durant gairebé tres dècades. Gran part del temps representant el càrrec de president del Departament d'Arts Visuals.
No només això, sinó que també va exercir com a director del Centre de Recerca en Informàtica i Arts de la UC San Diego del 1992 al 1998.
Cohen va dedicar-se a la docència a la UC San Diego del 1968 al 1994. Després de retirar-se de la UCSD, va seguir treballant amb AARON, alhora que creava noves obres d'art al seu estudi d'Encinitas, Califòrnia.
L'any 2014 va rebre el premi ACM SIGGRAPH Distinguished Artist Award for Lifetime Achievement.
Als inicis del 2016, Cohen va començar un nou projecte amb AARON, anomenat Fingerpainting for the 21st Century. En aquesta ideació, l'artista utilitzava una pantalla tàctil per pintar i acabar les obres d'art de manera digital. Això es va diferenciar dels projectes AARON anteriors, on les imatges es produïen en forma física abans que Cohen fes modificacions.

## Vida familiar
La seva parella va ser la poeta japonesa Hiromi Itō.

## AARON
El treball de Cohen sobre AARON va començar el 1968 a la Universitat de Califòrnia, San Diego. Inicialment, va escriure AARON en el llenguatge de programació C, però finalment es va convertir a Lisp, ja que C era "massa inflexible, massa inexpressiu, per tractar una cosa tan complexa conceptualment com el color".
Va decidir anomenar-lo "Aaron" perquè pensava que el programa estaria seguit per una nova versió B, després una C, D, E... continuant alfabèticament. Per dur a terme el projecte, va investigar sobre les condicions mínimes sota les quals un conjunt de marques funciona com a imatge. Posteriorment, després d'estudiar com dibuixen les nenes i els nens petits i entrevistar a artistes, va desenvolupar algoritmes que permetien a un ordinador dibuixar línies amb la mateixa irregularitat que el traçat humà a mà lliure.
Mentre AARON es desenvolupava, aprenia a prendre decisions sobre formes obertes i tancades, primers plans i fons... I, sobretot, a reconèixer quan una obra d'art ha arribat a la seva finalització.

Cohen va anar refinant AARON al llarg de la seva vida. De fet, sovint es referia al programa com a la seva altra meitat. A la dècada dels 80 el va conduir cap a la direcció del realisme, generant roques, després plantes i, finalment, persones. La següent dècada va incorporar-hi el color i cap als 2000 va tornar a l'abstracció. Tot això mentre Cohen anava exhibint a AARON en diverses exposicions a museus d'arreu del món.
AARON va posicionar a Harold Cohen en un continu diàleg amb el món de l'art, a través de les qüestions que desencadenava sobre el significat profund de la creativitat i la naturalesa de l'art.